# Ricardo Mor Solá
Ricardo Mor Solá (Tánger, 1957) es un diplomático español. Fue embajador de España en Níger (2017-2020). Es Cónsul General de España en Stuttgart (Alemania), desde 2023.  

## Biografía
Ricardo Mor nació en 1957 en Tánger. Tras licenciarse en filología inglesa, inició su carrera diplomática (1991). Ha estado destinado en la embajada de España en la República Democrática del Congo, en Kinshasa, como consejero en la embajada española en Ottawa, secretario en la embajada española en Santiago de Chile, y como representante permanente adjunto para asuntos político-militares de España ante la OSCE en Viena. También había sido Embajador en Misión Especial para la Ciberseguridad (https://www.boe.es/boe/dias/2015/04/25/pdfs/BOE-A-2015-4527.pdf).
El 2 de junio de 2017, nombrado por el presidente del Gobierno de España, Mariano Rajoy, se convirtió en embajador en Níger, puesto que ocupó hasta agosto de 2020. El 26 de marzo de 2021 fue designado como Segunda Jefatura en la embajada de España en el Reino de Arabia Saudí. Posteriormente, el 12 de abril de 2023 fue nombrado para el puesto de Cónsul General de España en Stuttgart, en la República Federal de Alemania.